# Gentile da Fabriano
Gentile da Fabriano (pravog imena Gentile di Niccolò di Giovanni Massi) bio je talijanski ranorenesansni slikar (Fabriano, oko 1370. – Rim, 1427.). 

## Životopis i djela
U prvoj fazi slika u duhu kasne gotike bliske poetičnom slikarstvu sienskih majstora Simonea Martinija i Lucca da Monaca. 
Poslije rabi elemente ranorenesansnog likovnog izraza.
Remek-djelo Poklonstvo kraljeva naslikao bogatim harmonijama boja i toplu zlatnu sjaju. Narativna kompozicija prikazana je s mnogo fantazije, a brojni su detalji minuciozno izvedeni (kao odjeća kraljeva i njihove pratnje).
Od ostalih njegovih djela poznata su Poliptih obitelji Quaratesi; freske u Orvietu; Majke Božje s Djetetom u Pisi, Milanu i Berlinu i dr.
Silno utjecao na Pisanella i na začetnika venecijanskog renesansnog slikarstva – J. Bellinija.